# Bistorta suffulta
Bistorta suffulta är en slideväxtart som först beskrevs av Carl Maximowicz, och fick sitt nu gällande namn av Hugo Gross. Bistorta suffulta ingår i släktet ormrötter, och familjen slideväxter.

## Underarter
Arten delas in i följande underarter:
- B. s. pergracilis
- B. s. suffultoides